# Evil Woman (Electric Light Orchestra)
Evil Woman è un singolo del gruppo musicale britannico Electric Light Orchestra, pubblicato nel 1975 ed estratto dall'album Face the Music.La canzone appare in Grand Theft Auto IV.
Il brano è stato scritto e prodotto da Jeff Lynne.

## Tracce
- 7"

1. Evil Woman
2. 10538 Overture (Live)